# Sotto il sole di Satana
Sotto il sole di Satana (Sous le soleil de Satan) è un film del 1987, diretto Maurice Pialat, tratto dall'omonimo romanzo di Georges Bernanos, vincitore della Palma d'oro come miglior film al Festival di Cannes 1987.

## Trama
Donissan, un giovane curato di campagna profondamente religioso, percepisce in sé l'inadeguatezza al compito che lo aspetta e si infligge punizioni corporali che ne prostrano il corpo, cercando la verità e un percorso alla propria missione tra i fedeli. Si trova spesso a discutere con il suo superiore Menou-Segrais che ne ammira comunque la forza d'animo e la continua autocritica.
La giovane e minorenne Mouchette, che vive nel paese ove è la parrocchia di Donissan, frequenta carnalmente uomini sposati e da uno di questi rimane incinta: lo uccide con una fucilata a bruciapelo ma l'omicidio viene scambiato per un suicidio. Donissan, recandosi a piedi in una località piuttosto distante per una necessità religiosa, percorre sentieri tra colline, boschi, campi coltivati, scavalcando recinti e camminando nel fango. Ad un tratto, in un momento di prostrazione e smarrimento, incontra uno strano personaggio, commerciante di cavalli, che si coglie, più tardi, incarnare lo stesso Satana e che tenterà di blandire e corrompere il prelato smarrito.
Il giovane prete, dopo avere trascorso una notte all'addiaccio con il Maligno, si ritrova svenuto lungo un sentiero ed è aiutato da un giovane di passaggio che lo riporta sul sentiero maestro, indicandogli la retta via da percorrere. Tornando al villaggio incontra la ragazza e ne legge, come in un libro aperto, il male di cui si è macchiata, l'omicidio e la vita dissoluta. Successivamente la ragazza si suicida tagliandosi la giugulare di fronte ad uno specchio nel bagno con un rasoio a serramanico: il giovane curato, trasportato da una forza sovrannaturale, entra nella casa e sfondando la porta della stanza in cui è riversa la ragazza la porta esanime e insanguinata sotto l'altare per offrire la sua anima macchiata al Signore.
L'antico gesto rituale da una parte crea raccapriccio nel superiore e nel vescovo, da questi informato dell'accaduto, dall'altra riceve l'ammirazione dei parrocchiani che colgono il senso ancestrale e miracoloso del gesto del curato, che da quel momento assurge, nell'immaginario collettivo, a personaggio salvifico. Il Vescovo allontana il curato dal paese destinandolo ad una piccola Parrocchia, al momento senza un prete. Qui Donissan ricrea il luogo di culto nella precedente chiesa abbandonata e scalcinata, si muove tra l'ammirazione dei parrocchiani ormai convinti della sua aura miracolosa.
Un giorno viene chiamato al capezzale di un bambino moribondo per la meningite che lo ha colpito: portato in carrozza dal padre giunge quando è già morto nella disperazione della madre e dei parenti. Il curato, cogliendo più la potenza di Satana che di Dio, trascinato dal dolore dell'ingiusta morte del bambino innocente strappato al mondo prematuramente, compie il miracolo riportandolo in vita. Dopo il gesto portentoso, prostrato nel fisico e nello spirito, si consuma sino alla morte che lo coglie dentro un confessionale, quasi assumendo su di sé il peccato e la colpa dei propri parrocchiani.

## Accoglienza
Sebbene premiata, a Cannes la pellicola fu fischiata dal pubblico.

## Riconoscimenti
- 1987 - Festival di Cannes
  - Palma d'oro